# Gentiana altorum
Gentiana altorum är en gentianaväxtart. Gentiana altorum ingår i släktet gentianor, och familjen gentianaväxter.

## Underarter
Arten delas in i följande underarter:
- G. a. altorum
- G. a. purpurea